# کارچمیسکا (شهرستان اوپوله لوبلسکیه)
کارچمیسکا (به لهستانی:  Karczmiska) یک روستا در لهستان است که در گمینا کارچمیسکا واقع شده‌است.
 کارچمیسکا  ۸۰۰ نفر جمعیت دارد.